# Karl Joseph Simrock
Karl Joseph Simrock, född den 28 augusti 1802 i Bonn, död där den 18 juli 1876, var en tysk skald och germanist.
Simrock blev 1826 referendarie i preussisk tjänst, från vilken befattning han entledigades 1830 i anledning av en över julirevolutionen skriven dikt. År 1850 blev han adjungerad professor i tysk litteraturhistoria vid Bonns universitet och två år senare ordinarie professor på avdelningen för det tyska språket och dess litteratur.
I översättningar från den tyska medeltidslitteraturen förstod Simrock att väcka denna litteraturs gestalter till nytt liv. Sitt rykte grundlade han med en översättning av Nibelungenlied (1827), Gudrun (1842) och Amelungenlied (1843–1849), sammanfattade under namnet Heldenbuch. Dessutom införlivade han med tyska litteraturen arbeten av Shakespeare samt Frithiofs saga av Tegnér. 
Han nydiktade ytterligare en mängd äldre sånger, översättningar av Hartmann von Aue (1830, 2:a upplagan 1875), Walther von der Vogelweide (1833), Wolfram von Eschenbach (1842), Gottfried von Strassburg (1855), Edda (1851), Heliand (1856), Reineke Fuchs (1845), Brants Narrschiff (1872) med flera.
Självständiga arbeten av honom är eposet Wieland der Schmied (1835), Gedichte (1844, 1863), Kriegslieder (1870), Lieder vom deutschen Vaterland (1863), Rheinsagen (1836), Handbuch der deutschen Mythologie (1855), Quellen des Shakespeare (1831), Die deutschen Volksbücher (1839–1843) med flera.

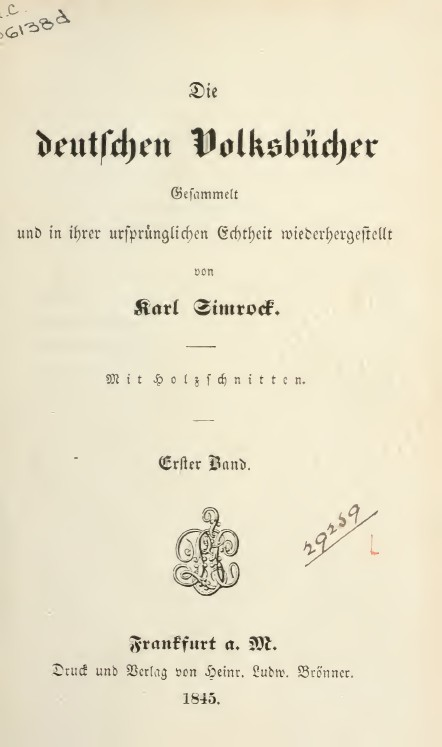
Deutschen Volksbucher (1845)